# سيباستيان بورنوا
سيباستيان بورنوا (مواليد 22 مارس 1999) هو لاعب كرة قدم بلجيكي يلعب كمدافع في نادي كولن.

## روابط خارجية
- سيباستيان بورنوا على موقع الاتحاد الأوربي (الإنجليزية)
- سيباستيان بورنوا على موقع الاتحاد البلجيكي (الإنجليزية)
- سيباستيان بورنوا على موقع إي إس بي إن إف سي (الإنجليزية)
- سيباستيان بورنوا على موقع قاعدة بيانات كرة القدم.إي يو (الإنجليزية)
- سيباستيان بورنوا على موقع ناشيونال فوتبول تيمز (الإنجليزية)
- سيباستيان بورنوا على موقع Soccerbase.com (لاعب) (الإنجليزية)
- سيباستيان بورنوا على موقع Soccerway.com (الإنجليزية)
- سيباستيان بورنوا على موقع عالم كرة القدم.نت (الإنجليزية)